# Jindřichohradecký vikariát
Jindřichohradecký vikariát je jedním z deseti vikariátů českobudějovické diecéze. Tvoří jej šestnáct farností, okrskovým vikářem je P. Mgr. Ivo Prokop, v pořadí třicátý probošt v Jindřichově Hradci. Rozlohou se kryje s okresem Jindřichův Hradec ve východní části diecéze.

## Historie
Jindřichohradecký vikariát vznikl roku 1672 vyčleněním jednadvaceti farností z veselského vikariátu (název podle Veselí nad Lužnicí) a stal se tak čtvrtým vikariátem Bechyňského kraje. O pět let později byly tři z těchto farností připojeny k nově vzniklému chýnovskému vikariátu. V roce 1694 byl jedním z pěti vikariátů kraje, na jeho území bylo jedno proboštství (Jindřichův Hradec), tři děkanství (Kamenice nad Lipou, Počátky a Nová Bystřice), sedmnáct farností a deset filiálek, o čtyři roky později k nim přibyla farnost ve Strmilově. V roce 1700 bylo ve vikariátu 37 495 věřících, v roce 1710 40 600 a v roce 1730 46 469 věřících ve třiadvaceti farnostech a devíti filiálkách. Po vzniku budějovické diecéze se její součástí stal i jindřichohradecký vikariát.
K roku 2001 žilo na území vikariátu asi 28 500 věřících, v roce 2008 měl jednatřicet farností. Na konci roku 2019 došlo v rámci diecéze k restrukturalizaci farností, při níž bylo 114 farností sloučeno s jinými. Dotklo se to i jindřichohradeckého vikariátu, v němž klesl počet farností na šestnáct.

## Seznam farností
| Farnost                     | Duchovní správce                                       | Další duchovní ve farnosti                                                                | Sloučené zaniklé farnosti     | Farní kostel                                | Další kostely |
| --------------------------- | ------------------------------------------------------ | ----------------------------------------------------------------------------------------- | ----------------------------- | ------------------------------------------- | --- |
| České Velenice              | P. ThLic. Tomáš Vyhnálek, OMI administrátor            | R. D. Mgr. Jiří Kalaš výpomocný duchovní                                                  | - Krabonoš                    | Kostel svaté Anežky České                   | - Kostel svatého Jana Křtitele (Krabonoš) |
| Deštná u Jindřichova Hradce | Prob. Mgr. Ivo Prokop administrátor excurrendo         | R. D. Bc. Miroslav Štrunc farní vikář                                                     |                               | Kostel svatého Ottona                       | |
| Horní Pěna                  | Prob. Mgr. Ivo Prokop administrátor excurrendo         | R. D. Bc. Miroslav Štrunc farní vikář                                                     | - Číměř                       | Kostel svatého Michaela                     | - Kostel svatého Jiljí (Číměř) |
| Chlum u Třeboně             | R. D. Mgr. Martin Bětuňák administrátor excurrendo     | R. D. Mgr. Jiří Kalaš výpomocný duchovní                                                  | - Lutová                      | Kostel Nanebevzetí Panny Marie              | - Kostel Všech svatých (Lutová) - Kostel Narození Panny Marie (Lutová) - Kostel svatého Jana Nepomuckého (Stříbřec) |
| Jindřichův Hradec           | Prob. Mgr. Ivo Prokop probošt                          | R. D. Bc. Miroslav Štrunc farní vikář                                                     | - Lodhéřov - Roseč            | Proboštský kostel Nanebevzetí Panny Marie   | - Kostel svatého Václava (Jindřichův Hradec) - Kostel svaté Kateřiny (Jindřichův Hradec) - Kostel Nejsvětější Trojice (Jindřichův Hradec) - Kostel svatého Jana Křtitele (Jindřichův Hradec) - Kostel svaté Maří Magdaleny (Jindřichův Hradec) - Kostel svatého Petra a Pavla (Lodhéřov) - Kostel svatého Šimona a Judy (Roseč) |
| Kardašova Řečice            | R. D. Mgr. Ladislav Proks administrátor excurrendo     |                                                                                           | - Pluhův Žďár                 | Kostel Narození svatého Jana Křtitele       | - Kostel Narození Panny Marie (Pluhův Žďár) |
| Kostelní Radouň             | R. D. Bc. Miroslav Štrunc administrátor excurrendo     |                                                                                           |                               | Kostel svatého Víta                         | |
| Kunžak                      | Prob. Mgr. Ivo Prokop administrátor excurrendo         | R. D. Bc. Miroslav Štrunc farní vikář                                                     | - Člunek                      | Kostel svatého Bartoloměje                  | - Kostel svatého Jana Nepomuckého (Člunek) - Kostel Panny Marie (Valtínov) |
| Lomnice nad Lužnicí         | R. D. Mgr. Josef Stolařík administrátor excurrendo     |                                                                                           |                               | Kostel svatého Jana Křtitele                | - Kostel svatého Václava (Lomnice nad Lužnicí) |
| Nová Bystřice               | Prob. Mgr. Ivo Prokop administrátor excurrendo         | P. PhDr. ThLic. Jindřich František z Pauly Holeček R. D. Bc. Miroslav Štrunc farní vikáři | - Hůrky - Klášter             | Kostel svatého Petra a Pavla                | - Kostel svatého Jakuba Staršího (Hůrky) - Kostel Nejsvětější Trojice (Klášter) |
| Nová Včelnice               | Prob. Mgr. Ivo Prokop administrátor excurrendo         | R. D. Bc. Miroslav Štrunc farní vikář                                                     | - Jarošov nad Nežárkou        | Kostel Nanebevzetí Panny Marie              | - Kostel svatého Prokopa (Jarošov nad Nežárkou) |
| Staré Město pod Landštejnem | Prob. Mgr. Ivo Prokop administrátor excurrendo         | P. PhDr. ThLic. Jindřich František z Pauly Holeček R. D. Bc. Miroslav Štrunc farní vikáři |                               | Kostel Nanebevzetí Panny Marie              | |
| Stráž nad Nežárkou          | R. D. Mgr. Martin Bětuňák administrátor excurrendo     | R. D. Mgr. Jiří Kalaš výpomocný duchovní                                                  | - Novosedly nad Nežárkou      | Kostel svatého Petra a Pavla                | - Kostel Zasnoubení Panny Marie (Mláka) - Kostel svatého Václava (Novosedly nad Nežárkou) |
| Strmilov                    | Prob. Mgr. Ivo Prokop administrátor excurrendo         | R. D. Bc. Miroslav Štrunc farní vikář                                                     | - Blažejov                    | Kostel svatého Jiljí                        | - Kostel svaté Alžběty (Blažejov) - Kostel svatého Ondřeje (Strmilov) |
| Suchdol nad Lužnicí         | P. ThLic. Tomáš Vyhnálek, OMI administrátor excurrendo | R. D. Mgr. Jiří Kalaš výpomocný duchovní                                                  | - Dvory nad Lužnicí - Rapšach | Kostel svatého Mikuláše                     | - Kostel Nanebevzetí Panny Marie (Dvory nad Lužnicí) - Kostel svatého Zikmunda (Rapšach) |
| Třeboň                      | R. D. Mgr. Martin Bětuňák administrátor                | R. D. Mgr. David Mikluš R. D. Mgr. Jiří Kalaš výpomocní duchovní                          | - Majdalena                   | Kostel svatého Jiljí a Panny Marie Královny | - Kostel svaté Máří Magdaleny (Majdalena) - Kostel svaté Alžběty (Třeboň) |